# Günter Luther

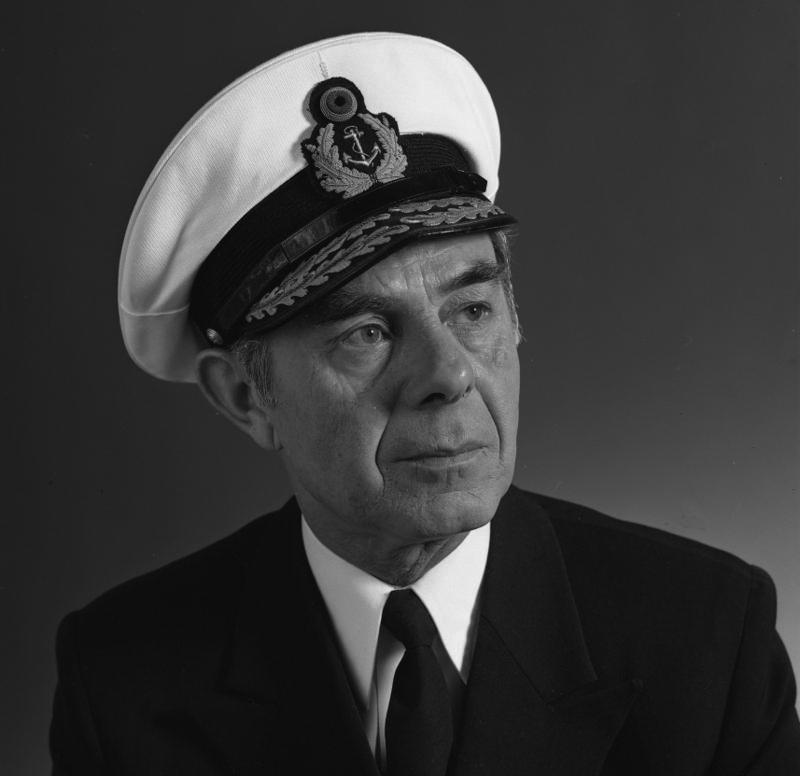
Günter Luther, 1976

Günter Luther (* 17. März 1922 in Bestwig; † 31. Mai 1997 in Kiel) war ein deutscher Marineoffizier, zuletzt Admiral der Bundesmarine.

## Leben
Günter Luther war der Sohn eines Lehrers, welcher einer Handwerkerfamilie entstammte. 1947 heiratete er seine Frau Christel, die 1995 verstarb. Er selbst starb am 31. Mai 1997 während der Rückkehr von einem Ehemaligentreffen am Steuer seines Wagens an einem Herzleiden.

### Zweiter Weltkrieg
Luther trat als 17-jähriger Abiturient am 1. Dezember 1939 als Seeoffizieranwärter in die Kriegsmarine ein. Seine seemännische Ausbildung absolvierte er auf dem Segelschulschiff Gorch Fock und dem Linienschiff Schleswig-Holstein. Hierzu gehörte ein halbjähriger Fronteinsatz in norwegischen Gewässern auf dem Minensuchboot M 1.
Luther bewarb sich später als Kampfbeobachter. Für diese Ausbildung musste er die Marineuniform mit der der Luftwaffe tauschen. Luther wurde am 1. April 1942 zum Leutnant befördert und versah seinen Dienst in den Küstenfliegerstaffeln 1./906 und 1./706. Dabei flog er rund 160 Einsätze über der Nordsee und dem Eismeer. Im Mai 1944 wurde er mit seiner Maschine über See abgeschossen.
Der Oberleutnant wechselte dann freiwillig zu den Fallschirmjägern. Als Kompanieführer nahm er im Fallschirmjäger-Regiment 9 an der Ardennenoffensive, den Gefechten im Ruhrkessel und an den Kämpfen im Hürtgenwald teil. Mit Ende des Zweiten Weltkrieges kam er am 28. April 1945 in US-amerikanische Kriegsgefangenschaft, aus der er im November 1945 entlassen wurde.

### Nachkriegszeit
Luther verdiente nach dem Krieg seinen Lebensunterhalt als Bauhilfsarbeiter. Es folgte dann ein Studium der englischen Sprache, das ihm eine Tätigkeit als Dolmetscher und Personalbearbeiter bei den amerikanischen Streitkräften ermöglichte. Er wechselte 1952 als Sachbearbeiter und Export-Gruppenleiter zum Agfa Camerawerk München, bevor er in die Bundeswehr eintrat.

### Bundeswehr und NATO
Am 1. März 1956 trat Luther als Kapitänleutnant in die neu gegründete Bundesmarine ein, nachdem er zunächst erwogen hatte, in der Luftwaffe zu dienen. Es folgte eine Ausbildung zum Strahlflugzeugführer in Großbritannien auf dem Flugzeugtyp Sea Hawk, an die sich verschiedene Tätigkeiten im Bereich der Marineflieger anschlossen. Im September 1958 wurde er Staffelkapitän der 1. Mehrzweck-Staffel der Marinefliegergruppe 1. 1960 wurde er ins Flottenkommando versetzt und war dort verantwortlich für die Operationsplanung der Marineflieger. 1962 wurde er als Korvettenkapitän Kommandeur der Fliegenden Gruppe des Marinefliegergeschwaders 1. Als Fregattenkapitän wurde er 1965 Kommodore dieses Geschwaders und führte es, später als Kapitän zur See, bis 1968.
Anschließend wurde er als Leiter des Marineflieger-Zentralreferates in den Führungsstab der Marine im Bundesministerium der Verteidigung versetzt. Er setzte sich erfolgreich dafür ein, dass die Umrüstung der Marineflieger direkt vom Starfighter auf den Tornado erfolgte, und nicht erst wie in der Luftwaffe die Phantom eingeführt wurde. Er selbst ließ sich als Starfighter-Pilot ausbilden und flog diesen Typ regelmäßig.

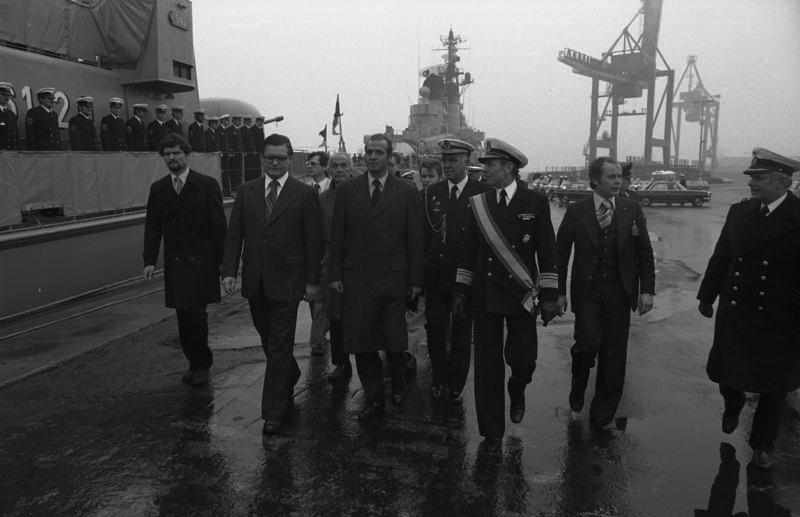
Vizeadmiral Luther, mit Ordensschärpe, begleitet den spanischen König Juan Carlos I. bei einem Besuch von deutschen Marineeinheiten 1977 in Bremerhaven

Mit der Beförderung zum Flottillenadmiral am 1. Oktober 1970 übernahm er mit 48 Jahren als jüngster Admiral der Bundesmarine das Kommando über die Marinefliegerdivision in Kiel-Holtenau. Er kommandierte dort rund 7500 Mann und über 200 Flugzeuge.
Zum 1. April 1972 wurde er Befehlshaber der Seestreitkräfte der Nordsee (BSN) und hatte in einer Doppelfunktion als NATO-Befehlshaber (COMGERNORSEA) die Befehlsgewalt über die Einsätze der Bündniskräfte im deutschen Teil der Nordsee und im Skagerrak.
Im Oktober 1972 trat er als Konteradmiral für zweieinhalb Jahre an die Spitze des Marineamts in Wilhelmshaven. Am 1. April 1975 wurde er im Dienstgrad eines Vizeadmirals zum Inspekteur der Marine ernannt.
Am 1. April 1980 übernahm Günter Luther im Dienstgrad eines Admirals den Posten als Stellvertretender Oberbefehlshaber der alliierten Streitkräfte in Europa (DSACEUR) im NATO-Hauptquartier SHAPE. Am 31. März 1982 wurde Admiral Günter Luther in den Ruhestand versetzt und zog nach Kiel.
Luther war verheiratet.

## Auszeichnungen
- Eisernes Kreuz (1939) II. und I. Klasse
- Frontflugspange für Aufklärer in Gold (1944)
- Bundesverdienstkreuz 1. Klasse (1973)
- Großes Verdienstkreuz (1977) mit Stern (1980) und Schulterband (1982) des Verdienstordens der Bundesrepublik Deutschland
- Orden für Verdienste zur See (1977)
- Kommandeurkreuz des norwegischen Sankt-Olav-Ordens (1973)
- Venezolanischer Orden al Mérito Naval Primera Clase (1975)
- Kolumbianisches Großkreuz des Ordens Almirante Padilla (1976)
- Commander der US-amerikanischen Legion of Merit (1977)
- Portugiesisches Großkreuz da Ordem Militar de Avis (1977)
- Knight Commander des Order of the British Empire (1978)
- Großkreuz des griechischen Phönix-Ordens (1979)
- Kommandeur der französischen Ehrenlegion (1981)

## Veröffentlichungen
Mitautor von
- Deutsche Marine Institut (Hrsg.): Die deutsche Marine – Historisches Selbstverständnis und Standortbestimmung. E.S. Mittler & Sohn, Herford, Bonn 1983, ISBN 3-8132-0157-0.